# Бугач
Буга́ч — река в Емельяновском районе Красноярского края и городе Красноярске. Правый приток реки Качи. Длина реки — 24 км.

## Географические характеристики
Длина реки составляет двадцать четыре километра, восемь из которых — в черте города Красноярска. Русло реки извилистое, местами перекрыто водопропускными сооружениями. Среди них — одноимённый пруд. В него впадают реки Каракуша и Пяткова.

## Притоки
- река Каракуша[2] (впадает в пруд Бугач)
- ручей Бугачевский
- ручей Серебряный[3]

## Флора и фауна
В пойме реки произрастает кустарниковая растительность.

## Экологические проблемы
По берегам реки возникают многочисленные несанкционированные свалки, происходит засорение мусором подмостовых зон и водопропускных сооружений, в результате чего на реке часто случаются паводки. Наиболее сильные из них произошли в 2010 и 2013 годах. По берегам реки ведётся несанкционированное строительство частных строений. В 2010 году район реки был отдан под строительство микрорайона «Бугач» на 20 тысяч жителей. В рамках строительства запланировано и благоустройство набережной вдоль реки.